# Маркиз де Ариса
Маркиз де Ариса — испанский дворянский титул. Он был создан 27 августа 1611 года королем Испании Филиппом III для Франсиско Ребольедо де Палафокса (1553—1613), сеньора де Арисы и адмирала Арагона.
19 августа 1721 года король Испании Филипп V пожаловал Хуану Антонио де Палафоксу Ребольедо и Суньиге, 5-му маркизе де Ариса (1674—1725), титул гранда Испании.
Название титула происходит от названия муниципалитета Ариса, провинция Сарагоса, автономное сообщество Арагон.

## Маркизы де Ариса
|                                              | Титул                                                                           | Период                                       | Другие титулы |
| Креация создана королем Испании Филиппом III | Креация создана королем Испании Филиппом III                                    | Креация создана королем Испании Филиппом III | |
| -------------------------------------------- | ------------------------------------------------------------------------------- | -------------------------------------------- | --- |
| I                                            | Франсиско Ребольедо де Палафокс                                                 | 1611-1613                                    | |
| II                                           | Хайме де Палафокс                                                               |                                              | |
| III                                          | Хуан Франсиско де Палафокс и Бланес                                             |                                              | |
| IV                                           | Франсиско де Палафокс и Кардона                                                 | 1634-1696                                    | |
| V                                            | Хуан Антонио де Палафокс Ребольедо и Суньига                                    | 1674-1725                                    | |
| VI                                           | Хоакин Антонио Хименес де Палафокс Сентурион де Кордоба                         | 1725-1775                                    | 7-й маркиз де Армуния, 9-й маркиз де Гуадалест, 9-й маркиз де Ла-Гуардия |
| VII                                          | Фаусто Франсиско Палафокс Перес де Гусман эль Буэно                             | 1775-1788                                    | Гранд Испании 1-го класса, 8-й маркиз де Армуния, 10-й маркиз де Гуадалест, 10-й маркиз де Ла-Гуардия, граф де ла Монклова, граф де Санта-Эуфемия, адмирал Арагона                                                                                       |
| VIII                                         | Висенте Мария де Палафокс Сентурион и Сильва                                    | 1788-1820                                    | 10-й маркиз де Эстепа, 11-й маркиз де Ла-Гуардия |
| IX                                           | Мария Елена де Палафокс и Бельвис де Монкада                                    | 1820-1837                                    | 9-я маркиза де Армуния, 12-я маркиза де Ла-Гуардия, 7-я графиня де Санта-Эуфемия |
| X                                            | Андрес Авелино де Артеага Ласкано и Палафокс                                    | 1849-1864                                    | 13-й маркиз де Ла-Гуардия, 5-й маркиз де Вальдемиано |
| XI                                           | Андрес Авелино де Артеага Ласкано и Сильва Карвахаль и Тельес-Хирон (1833—1916) | 1865-1910                                    | 16-й герцог герцог дель Инфантадо, сеньор де ла Каса-де-Ласкано, маркиз де Вальмедиано, маркиз де Гуадалест, 14-й маркиз де Ла-Гуардия, маркиз де Армуния, маркиз де Эстепа, граф де Коррес, граф де Санта-Эуфемия, граф де ла Монклова, адмирал Арагона |
| XII                                          | Хоакин Игнасио де Артеага и Эчагве Сильва и Мендес де Виго                      | 1870-1947                                    | 17-й герцог дель Инфантадо |
| XIII                                         | Иньиго де Лойола де Артеага и Фалгуэра                                          | 1951-1997                                    | 18-й герцог дель Инфантадо |
| XIV                                          | Иньиго де Артеага и Мартин                                                      | 1997-2002                                    | 19-й герцог дель Инфантадо |
| XV                                           | Иван де Артеага и дель-Алькасар                                                 | 2016 — настоящее время                       | 16-й маркиз де Армуния |

## История маркизов де Ариса
- Франсиско де Палафокс Ребольедо и Проксита де Перельос, 1-й маркиз де Ариса, был женат на Лукреции де Монкаде, но детей не имел.

- Хайме де Палафокс Ребольедо и Проксита де Перельос, кавалер Ордена Сантьяго, брат предыдущего, 2-й маркиз де Ариса. Был женат на Ане де Бланес де Палафокс, дочери Хуана де Палафокса и Виоланты де Борха. Ему наследовал их сын:

- Хуан де Палафокс Ребольедо и Бланес, 3-й маркиз де Ариса, сеньор баронств Кальпе, Альтеа, Бениса, Таблада, вилл Кортес и Кальмарса, королевский майордом, кавалер Ордена Сантьяго. Был женат на Марии Филиппе Фольк де Кардона и Линь, дочери Филиппа де Кардоны, маркиза де Гуадалеста, и Анны де Линь, дочери Ламораля де Линь.

- Франсиско де Палафокс и Ребольедо (1634—1696), 4-й маркиз де Ариса, королевский майордом, женат на Франсиске де Скньиге, сестре маркиза де ла Пуэбла.

- Хуан Антонио де Палафокс Ребольедо Кардона, 5-й маркиз де Ариса. Женат на Франсиске де Пауле Сентурион де Кордобе, маркизе де Альмунья.

- Хуан Хосе де Палафокс и Сентурион Суньига и Фольк де Кардона (1705—1764), 5-й маркиз де Ариса. Бездетен.

- Хоакин Антонио де Палафокс и Сунтурион Суньига и Фолькор де Кардона, 6-й маркиз де Ариса. Был женат на Росе Перес де Гусман и Сильва.

- Фаусто Франсиско де Палафокс Максия Перес де Гусман эль Буэно (1731—1799), 7-й маркиз де Ариса, маркиз де Альмуния, маркиз де Ла-Гуардия, маркиз де Гуадалест, граф де Санта-Эуфемия, граф де ла Монклова. Был женат на Тересе де Сильва и Сармьенто.

- Висенте де Палафокс и Сильва (1756—1820), 8-й маркиз де Ариса, маркиз де Гуадалест. Был женат на Марии Терезе де Сильва и Палафокс.

- Мария Елена де Палафокс и Сильва (1803—1837), 9-я маркиза де Ариса. Супруг — Хосе Агустин Идиакес и Карвахаль (1778—1848). Брак был бездетным.

- Андрес Авелино де Артеага Ласкано и Палафокс (1780—1864), 10-й маркиз де Ариса, 13-й маркиз де Ла-Гуардия, 12-й маркиз де Эстепа, 11-й маркиз де Армуния и 5-й маркиз де Вальмедиано, 19-й граф де Сальданья, 9-й граф де ла Монклова, 8-й граф де Санта-Эуфемия, 2-й граф де Коррес. Супруга — Хоакина де Карвахаль и Манрике де Лара, дочь Мариано Хоакина де Карвахаля-Варгаса и Бруна, графа дель-Пуэрто и де Кастильехо. Ему наследовал их внук:

- Андрес Авелино де Артеага и Сильва (1833—1910), 11-й маркиз де Ариса, 7-й маркиз де Вальмедиано. Сын Андреса Авелино де Артеаги Ласкано и Карвахаля (1807—1850). Был женат на Марии де Белен Эчагве и Мендес де Виго, дочери 1-го графа де Серральо.

- Хоакин Игнасио де Артеага и Эчагве Сильва и Мендес де Виго (1870—1947), 12-й маркиз де Ариса, 17-й герцог дель Инфантадо, 13-й маркиз де Армуния, 14-й маркиз де Эстепа, 18-й маркиз де Сантильяна, 10-й маркиз де Лаула (титул восстановлен в 1913 году), 9-й маркиз де Монте-де-Вай (титул восстановлен в 1913 году), 12-й маркиз де Вивола, 16-й маркиз де Сеа, 8-й маркиз де Вальмедиано, 11-й маркиз де ла Элиседа (титул восстановлен в 1921 году), 5-й граф де Коррес, 11-й граф де ла Монклова, 10-й граф де Санта-Эуфемия, 18-й граф дель Реал-де-Мансанарес, 20-й граф де Сальданья, 15-й граф дель-Сид, 23-й сеньор де ла Каса-де-Ласкано.

1. Супруга — Исабель Фалгуэра и Морено, 3-я графиня де Сантьяго. Ему наследовал их сын:

- Иньиго де Лойола де Артеага и Фалгуэра (1905—1997), 13-й маркиз де Ариса, 14-й герцог де Франкавилья (титул восстановлен в 1921 году), 18-й герцог дель Инфантадо, 14-й маркиз де Армуния, 15-й маркиз де Эстепа, 19-й маркиз де Сантильяна, 17-й маркиз де Сеа, 10-й маркиз де Монте-де-Вай, 9-й маркиз де Вальмедиано, 13-й маркиз де Вивола, 19-й граф дель Реал-де-Мансанарес, 11-й граф де Санта-Эуфемия, 12-й граф де ла Монклова, 5-й граф дель-Серральо, 6-й граф де Коррес, 21-й граф де Сальданья, 17-й граф дель-Сид, 4-й граф де Сантьяго.

1. Супруга — Ана Роса Мартин и Сантьяго-Конча.
2. Супруга — Мария Кристина де Саламанка и Каро, 6-я графиня де Сальсивар. Ему наследовал его сын от первого брака:

- Иньиго де Артеага и Мартин (1941—2018), 14-й маркиз де Ариса, 19-й герцог дель Инфантадо, 15-й маркиз де Армуния, 20-й маркиз де Сантильяна, 22-й граф де Сальданья, 20-й граф де Реал-де-Мансанарес, 13-й граф де ла Монклова, 7-й граф де Коррес, 18-й маркиз де Сеа, 10-й маркиз де Вальмедиано.

1. Супруга — Альмудена дель-Алькасар и Армада, дочь Хуана Баутисты дель-Алькасара и де ла Виктории, 7-го графа де лос Асеведос, и Рафаэлы Армады и Ульоа, дочери 7-го графа де Ревилья-Хихидо. Ему наследовал его второй сын:

- Иван де Артеага и дель-Алькасар (род. 1970), 15-й маркиз де Ариса.